# Black Gold: The Best of Soul Asylum
Black Gold: The Best of Soul Asylum en un álbum compilatorio que contiene 19 canciones de la banda Soul Asylum.
El título del álbum, "Black Gold" ("Oro negro", en español) proviene de la canción homónima de la banda, que fue un exitoso sencillo de su álbum de 1992 Grave Dancers Union.
El disco contiene también dos outtakes ("Candy From a Stranger" y "Lonely For You") del álbum anterior Candy from a Stranger, así como dos grabaciones inéditas en vivo.

## Lista de canciones
Todas las canciones escritas y compuestas por David Pirner, salvo que se indique lo contrario. 
| Black Gold: The Best of Soul Asylum |                                                                 |                           |                  |  |
| N.º                                 | Título                                                          | Escritor(es)              | Duración         |  |
| 1.                                  | «Just Like Anyone»                                              |                           | 2:48             |  |
| 2.                                  | «Cartoon»                                                       | Murphy                    | 3:54             |  |
| 3.                                  | «Closer to the Stars» (en directo)                              |                           | 3:52             |  |
| 4.                                  | «Somebody to Shove»                                             |                           | 3:15             |  |
| 5.                                  | «Close»                                                         |                           | 4:35             |  |
| 6.                                  | «String of Pearls»                                              |                           | 4:52             |  |
| 7.                                  | «Tied to the Tracks»                                            |                           | 2:43             |  |
| 8.                                  | «Runaway Train»                                                 |                           | 4:28             |  |
| 9.                                  | «Sometime to Return»                                            |                           | 3:30             |  |
| 10.                                 | «Misery»                                                        |                           | 4:26             |  |
| 11.                                 | «We 3»                                                          |                           | 4:09             |  |
| 12.                                 | «Without a Trace»                                               |                           | 3:40             |  |
| 13.                                 | «I Will Still Be Laughing»                                      |                           | 3:45             |  |
| 14.                                 | «Black Gold»                                                    |                           | 3:57             |  |
| 15.                                 | «Summer of Drugs»                                               | Williams                  | 4:07             |  |
| 16.                                 | «Candy From a Stranger»                                         | Campbell, Mueller, Pirner | 4:16             |  |
| 17.                                 | «Stranger» (en directo)                                         |                           | 4:08             |  |
| 18.                                 | «Can't Even Tell»                                               |                           | 3:14             |  |
| 19.                                 | «Lonely For You»                                                |                           | 4:10             |  |
| 20.                                 | «When I Ran Off and Left Her» (bonus track en edición japonesa) | Chesnutt                  | [cita requerida] |  |
| 1:13:49                             |                                                                 |                           |                  |  |